# The Kiss (film, 1988)
Pour les articles homonymes, voir The Kiss.
Pour plus de détails, voir Fiche technique et Distribution.
The Kiss est un thriller d'horreur américain réalisé par Pen Densham, sorti en 1988.

## Synopsis
Un court prologue en 1963 au Congo belge nous présente les sœurs, Hilary (Talya Rubin) et Felice (Priscilla Mouzakiotis) Dunbar, qui seront séparées durant leur enfance. Felice est renvoyée dans un train avec sa tante qui possède un totem maudit ressemblant à un serpent. En route vers l'Europe, sa tante possédée par le talisman attaque Felice, l'embrassant violemment alors que le sang s'échappe de sa bouche. Le chef de train trouve le cadavre déformé de sa tante, et Felice quitte le train avec le talisman.
Vingt-cinq ans plus tard à Albany, New York, Hilary (Pamela Collyer) vit avec son mari Jack Halloran (Nicholas Kilbertus) et sa fille adolescente Amy (Meredith Salenger). Leur stabilité de banlieue est brisée quand Hilary reçoit un appel téléphonique inattendu de sa sœur  Felice (Joanna Pacuła), maintenant une top modèle voyageant partout à travers le globe. Les deux s'arrangent pour se rencontrer, mais Hilary meurt soudainement dans un accident de voiture horrible.
Cinq mois plus tard, Felice revient à Albany, où elle travaille comme modèle pour une entreprise de vitamines qui a déménagé d'Afrique du Sud. Jack l'invite à rester avec lui et Amy. Brenda (Mimi Kuzyk), une infirmière de la famille voisine, trouve Felice rebutante et qui souffre d'allergies semblables à celles qu'elle ressent avec les chats. Un après-midi, Amy et son amie Heather font des courses au centre commercial local. Sur l'escalier roulant, Heather laisse tomber son rouge à lèvres, elle descend pour le récupérer, lorsque son collier se retrouve coincé dans la grille. Amy tente de la libérer, mais échoue, Heather est gravement blessée sur l'escalier roulant mais elle survit.
Dans les affaires de Felice, Amy découvre le talisman avec plusieurs artefacts, y compris les lunettes de soleil ensanglantées de Heather. Amy se méfie d'elle, et la tension commence à monter entre elles alors que Felice fait des avances romantiques au père d'Amy. Une nuit, Jack descend à l'étage après avoir entendu un bruit, il est attaqué par un chat sauvage qui s'échappe par la fenêtre de la cuisine. Amy est capable de trouver un réconfort dans son amour pour Terry (Shawn Levy). Quand Amy lui confie le comportement mystérieux de Felice, Terry va la confronter à son hôtel, et trébuche sur elle au milieu d'un rituel bizarre, après quoi il est tué dans un accident de voiture ayant toutes les apparences d'un suicide.
Amy va chez son prêtre local pour lui confier ses peurs; le prêtre lui dit alors que sa mère lui avait parlé de sa relation avec Felice dans leur enfance, alors qu'elle pensait que sa sœur était schizophrène. Felice interrompt la réunion, le prêtre s'enfuit et tente de rencontrer Jack à son bureau, mais il est tué par combustion spontanée dans un ascenseur par les pouvoirs de Felice. Alors que Jack s'apprête à partir en voyage d'affaires, il est contacté par Brenda alors qu'il monte dans l'avion, lui disant qu'elle avait fait analyser un échantillon du sang de Felice par un laboratoire et que son sang ressemblait à celui d'un cadavre.
Jack descend alors de l'avion et revient rapidement à la maison. A l'étage, il trouve Amy pâle sur le point de mourir. Felice confronte Jack, expliquant qu'Amy est sa lignée et que pour survivre, elle doit transmettre la malédiction à cette dernière afin de vivre par son sang. Felice le séduit, tandis qu'Amy s'échappe de la maison avec Brenda. En tentant de s'échapper par l'arrière-cour, elles sont attaquées par un chat sauvage qui se révèle être une manifestation thérianthropique de Felice. Brenda tue le chat, et Felice attaque Amy, essayant de l'embrasser et de lui transmettre ainsi le parasite.
Jack attaque Felice et les deux tombent dans la piscine. Amy empale celle-ci avec des ciseaux de jardinage électriques et les trois luttent dans la piscine alors que le corps de Felice commence à dépérir. Le parasite, la manifestation physique de la malédiction, nage à travers la piscine vers Amy pour tenter de la posséder, mais est tué dans une explosion causée par un réservoir de propane. Les trois s'enlacent, tandis que le corps de Felice s'enfonce au fond de la piscine.

## Fiche technique
- Titre : The Kiss
- Titre original : The Kiss
- Réalisation : Pen Densham
- Scénario : Stephen Volk, Tom Ropelewski
- Production : Pen Densham, Richard Barton Lewis, John Watson, Wendy Grean
- Musique : J. Peter Robinson
- Photographie : François Protat
- Montage : Stan Cole
- Direction artistique : Roy Forge Smith
- Chef décorateur : Suzanna Smith, Gilles Aird
- Costumes : Renée April
- Pays d'origine :  États-Unis/ Canada
- Langue : anglais
- Genre : Horreur, thriller
- Durée : 101 minutes
- Dates de sortie : 
  - États-Unis :14 octobre 1988
  - France : 17 mai 1989

## Distribution
- Joanna Pacula (VF : Béatrice Agenin) : Felice Dunbar
- Meredith Salenger (VF : Séverine Morisot) : Amy Halloran
- Nicholas Kilbertus (VF : Edgar Givry) : Jack Halloran
- Mimi Kuzyk (VF : Marion Game)  : Brenda Carson
- Jan Rubes (VF : Jean Berger)  : Gordon Tobin
- Shawn Levy (VF : Vincent Ropion)  : Terry O'Connell
- Sabrina Boudot : Heather
- Pamela Collyer : Hilary Dunbar Halloran
- Céline Lomez : Tante Irene
- Johanne Harrelle : Vieille dame africaine

## Distinctions

### Nominations
- Saturn Award 1990 : 
  - Meilleure actrice (Joanna Pacula)
  - Meilleure actrice dans un second rôle (Meredith Salenger)
- Fantasporto 1990 :
  - Meilleur film fantastique international
- Prix Génie 1989 :
  - Meilleurs costumes (Renée April)
  - Meilleur son (Don Cohen, Austin Grimaldi, Keith Elliott, Dino Pigat)
  - Meilleur montage sonore (Andy Malcolm, Alison Grace, Michael O'Farrell, Peter Tillaye, Penny Hozy)